# Rádio Krokodýl
Rádio Krokodýl je brněnská soukromá rozhlasová stanice vysílající na území Jihomoravského kraje a částečně v Pardubickém kraji (Svitavy), Kraji Vysočina (Jihlava, Velké Meziříčí, Třebíč, Žďár nad Sázavou) a Jihočeském kraji (Dačice).
Byla založena v roce 1994 spuštěním brněnské frekvence 103 FM. Od roku 2002 se dá naladit také ve Vyškově. Je zaměřena především na mladší posluchače hitů z 21. století. Hraje ale také směs starších hitů z 80. a 90. let 20. století. Budova Rádia Krokodýl se nachází na ulici Gorkého 45 v Brně.
Slogan stanice je: Hit za hitem a přitom ani jeden dvakrát během dne.

## Dostupnost
Rádio Krokodýl je dostupné přes klasické analogové FM vysílání a také na internetu.
| Město               | Vysílací frekvence |
| ------------------- | ------------------ |
| Velké Meziříčí      | 89,1 FM            |
| Boskovice           | 91,9 FM            |
| Hodonín             | 95,4 FM            |
| Znojmo              | 96,2 FM            |
| Svitavy             | 96,3 FM            |
| Břeclav             | 99,1 FM            |
| Třebíč              | 101,7 FM           |
| Jihlava             | 102,3 FM           |
| Vyškov              | 102,6 FM           |
| Brno                | 103 FM             |
| Moravské Budějovice | 107,9 FM           |
| Dačice              | 98,5 FM            |
| Žďár nad Sázavou    | 96,0 FM            |